# Эвенкийский автономный округ
Эвенки́йский автоно́мный о́круг (Эвенки́я) — бывший субъект Российской Федерации, располагавшийся в Восточной Сибири и существовавший до 1 января 2007 года.
Административным центром округа был посёлок городского типа Тура (с 2011 года — посёлок).
Эвенкийский национальный округ был образован 10 декабря 1930 года. С 7 октября 1977 года — автономный округ.
Согласно результатам референдума, проведённого 17 апреля 2005, с 1 января 2007 года Эвенкийский автономный округ стал административно-территориальной единицей с особым статусом — Эвенкийским районом Красноярского края. Хотя округ и ранее входил в состав Красноярского края, с 1991 года по 31 декабря 2006 года он одновременно являлся самостоятельным субъектом Российской Федерации, оставаясь в административно-территориальном отношении частью Красноярского края в соответствии с Федеральным договором 1992 г. Это положение было закреплено Конституцией РФ 1993 года.

## Описание
Площадь — 767,7 тыс. км², что сравнимо с такими странами, как Турция и Чили (32 % территории Красноярского края и 4,5 % территории Российской Федерации). С севера на юг территория Эвенкийского автономного округа простиралась приблизительно на 1500 км, с востока на запад 800—850 км. При такой площади население в 2007 году составляло всего 16 979 чел., на конец 2006 года это был самый маленький субъект РФ по численности проживающих. Плотность населения: 0,02 чел./км² (2008), удельный вес городского населения: 33,0 % (2008). Городское население (в бывшем тогда пгт Тура) — 5720 чел., сельское — 11 258 чел.
Автономный округ полностью относился к Крайнему Северу России. 
Основные реки: Нижняя Тунгуска (бассейн Енисея).
Крупные озёра: Ессей.
На территории Эвенкии расположен географический центр России — озеро Виви.

## История
Образован по постановлению ВЦИК от 10 декабря 1930 как национальный округ.
До 1934 года входил в Восточно-Сибирский край. С образованием 7 декабря 1934 года Красноярского края передан в его состав. В 1977 преобразован в автономный округ. Согласно Федеративному договору 1992, подтверждённому Конституцией РФ 1993, получил статус субъекта Федерации, оставаясь в административно-территориальном отношении частью Красноярского края.
17 апреля 2005 года был проведён референдум по объединению в единый субъект РФ Красноярского края, Таймырского (Долгано-Ненецкого) и Эвенкийского автономного округа. В соответствии с его результатами Эвенкийский автономный округ с 1 января 2007 вошёл в состав Красноярского края на правах муниципального района.

## Административное деление

### Административно-территориальное устройство
В административно-территориальном отношении автономный округ делился на 3 района:
- Байкитский район;
- Илимпийский район;
- Тунгусско-Чунский район.

В составе районов выделялись:
- городское поселение — посёлок городского типа (рабочий посёлок) Тура в Илимпийском районе;
- сельские поселения — сёла, сельские посёлки.

В октябре 1997 года были вторично утверждены в составе Байкитского района Куюмбинский, Ошаровский и Полигусовский сельсоветы.
Остальные сельсоветы выделялись как единицы статистического подсчёта до 2002 года. В ОКАТО сельсоветы как объекты административно-территориального устройства выделялись до 2011 года.
До 2002 года согласно Закону об административно-территориальном устройстве все сельские населённые пункты являлись сёлами.
В декабре 2006 года районы были упразднены и на их территории создан Эвенкийский район.
Куюмбинский, Ошаровский и Полигусовский вошли в состав образованного в 2006 году Эвенкийского административного района и сохранялись до 2010 года.
1 января 2007 года район вошёл в состав Красноярского края как административно-территориальная единица с особым статусом. В 2010 году были приняты Закон об административно-территориальном устройстве и реестр административно-территориальных единиц и территориальных единиц Красноярского края, провозгласившие отсутствие сельсоветов в Таймырском Долгано-Ненецком и Эвенкийском районах как административно-территориальных единицах с особым статусом.

### Муниципальное устройство
В рамках муниципального устройства они до 2001—2002 годов существовали одноимённые муниципальные районы.
В декабре 2001 года были упразднены Байкитский и Тунгусско-Чунский муниципальные районы. В апреле 2002 года был упразднён Илимпийский муниципальный район.
С 1 ноября 2004 года на территории Эвенкийского автономного округа существовало 25 муниципальных образований — Эвенкийский муниципальный район, охватывающий всю территорию Эвенкийского автономного округа, и входящие в него 24 сельских поселения (посёлок городского типа Тура, село Байкит, посёлок Бурный, посёлок Куюмба (в состав которого входил также посёлок Усть-Камо), село Мирюга, посёлок Ошарово (в состав которого входил также посёлок Таимба), посёлок Полигус (в состав которого входила фактория Учами), посёлок Суломай, посёлок Кузьмовка, посёлок Суринда, посёлок Ессей, посёлок Кислокан, посёлок Нидым, посёлок Ногинск, посёлок Тутончаны, посёлок Учами, посёлок Чиринда, посёлок Эконда, посёлок Юкта, село Ванавара, посёлок Муторай, посёлок Оскоба, посёлок Чемдальск. Интересно, что сельские поселения были образованы раньше района, конкретно с 4 октября 2004 года.
Административный район был образован в 2006 году, и в его состав вошли территориальные единицы: посёлок городского типа Тура; село Байкит, село Ванавара, село Мирюга; посёлок Бурный, посёлок Ессей, посёлок Кислокан, посёлок Кузьмовка, посёлок Куюмба, посёлок Муторай, посёлок Нидым, посёлок Ногинск, посёлок Оскоба, посёлок Ошарово, посёлок Полигус, посёлок Стрелка, посёлок
Суломай, посёлок Суринда, посёлок Тутончаны, посёлок Учами, посёлок Чемдальск, посёлок Чиринда, посёлок Эконда, посёлок Юкта; сельсовет Полигусовский в составе посёлка Полигус и посёлка Учами (Полигусовское), сельсовет Куюмбинский в составе посёлка Куюмба и посёлка Усть-Камо, сельсовет Ошаровский в составе посёлка Ошарово и посёлка Таимба.
Посёлок Ногинск был упразднён в ноябре 2006 года.
После объединения Красноярского края с упразднёнными автономными округами в 2007 году Эвенкийский муниципальный (административный) район стал одним из муниципальных (административных) районов Красноярского края.
Полигусовский, Куюмбинский и Ошаровский сельсоветы и посёлок (фактория) Учами Полигусовского сельсовета в учётные данные административно-территориального устройства Красноярского края от 10 июня 2010 года не попали, фактория не попала также в закон Красноярского края об установлении границ Эвенкийского муниципального района.
В 2011 году пгт Тура был преобразован в сельский населённый пункт.
В 2016 году были упразднены посёлки Таимба и Усть-Камо.

## Население
| 1939    | 1959    | 1970    | 1979    | 1989    | 1990    | 1991    | 1992    | 1993    |
| ------- | ------- | ------- | ------- | ------- | ------- | ------- | ------- | ------- |
| 9460    | ↗10 320 | ↗12 658 | ↗15 710 | ↗24 409 | ↘24 005 | ↗24 290 | ↘24 067 | ↘23 171 |
| 1994    | 1995    | 1996    | 1997    | 1998    | 1999    | 2000    | 2001    | 2002    |
| ↘22 132 | ↘20 277 | ↘20 034 | ↘19 843 | ↘19 553 | ↘19 014 | ↘18 469 | ↘18 012 | ↘17 697 |
| 2003    | 2004    | 2005    | 2006    | 2007    |         |         |         |         |
| ↘17 647 | ↘17 500 | ↘17 422 | ↘17 278 | ↘16 979 |         |         |         |         |

Согласно переписям населения 1939, 1959, 1970, 1979, 1989 и 2002 годов, национальный состав населения округа был следующим (тыс. чел.):
| Народ    | 1939         | 1959         | 1970         | 1979          | 1989          | 2002 ( Архивная копия от 4 марта 2016 на Wayback Machine) |
| -------- | ------------ | ------------ | ------------ | ------------- | ------------- | --------------------------------------------------------- |
| Русские  | 4,7 (49,4 %) | 6,0 (57,9 %) | 7,7 (61,1 %) | 10,4 (65,1 %) | 16,7 (67,5 %) | 11,0 (61,9 %)                                             |
| Эвенки   | 3,7 (39,3 %) | 3,5 (33,7 %) | 3,2 (25,3 %) | 3,2 (20,3 %)  | 3,5 (14,1 %)  | 3,8 (21,5 %)                                              |
| Украинцы | 0,1 (1,2 %)  | 0,2 (1,9 %)  | 0,3 (2,0 %)  | 0,5 (3,0 %)   | 1,3 (5,3 %)   | 0,6 (3,1 %)                                               |
| Якуты    | 0,7 (7,5 %)  | …            | 0,8 (6,2 %)  | 0,8 (5,1 %)   | 0,9 (3,8 %)   | 1,0 (5,6 %)                                               |
| Кеты     | …            | …            | 0,1 (1,1 %)  | …             | …             | 0,2 (1,2 %)                                               |
| Немцы    | …            | 0,2 (2,4 %)  | 0,2 (1,2 %)  | 0,2 (1,0 %)   | …             | …                                                         |

## Руководители Эвенкийского автономного округа
Первые секретари РКП(б)/ВКП(б)/КПСС
- январь 1933 — октябрь 1935 — Чернявский Митрофан Илларионович
- 1938—1939 — Юрьев Михаил Григорьевич
- 1939—1948 — В. С. Кухаренко
- 1948—1951 — Увачан Василий Николаевич
- 1951—1956 — Стрелкова Ефросинья Терентьевна
- 1956 — Убиенных Александр Григорьевич
- 1956—1961 — Путинцев Семён Семёнович
- 1961—1976 — Увачан Василий Николаевич
- 1976—1986 — Рукосуев Николай Тимофеевич
- 1986—1991 — Увачан Владимир Васильевич

Председатели окружного исполнительного комитета
- 1931—1937 — Первухин И. Ф.
- 1937—1939 — Старовойтов М. И.
- 1941—1942 — Давыдкин Александр Данилович
- 1945—1961 — Койначёнок Митрофан Павлович
- 1965—1971 — Мухопад Алексей Андреевич
- 1971—1979 — Суевалов Василий Григорьевич
- 1979—1987 — Чепалов Василий Ефремович
- 1990—1991 — Якимов Анатолий Михайлович

Главы администрации/губернаторы
- 1991—1997 — Якимов, Анатолий Михайлович
- 1997—2001 — Боковиков Александр Александрович
- 2001—2006 — Золотарёв Борис Николаевич

Председатели Законодательного собрания (Суглана)
- 1994—1997 — Боковиков Александр Александрович
- 1997—2006 — Амосов Анатолий Егорович